# Fleur Savelkoel
Fleur Savelkoel (Deventer, 22 augustus 1995) is een Nederlands volleybalspeelster. Savelkoel kwam in Nederland uit voor SV Dynamo, Lycurgus, GSVV Donitas, Sliedrecht Sport, Talentteam Papendal en in het buitenland voor SC Potsdam. Sinds 2023 komt ze uit voor Schweriner SC.

## Carrière
Savelkoel begon met volleyballen bij de lokale volleybalclub Devolco Deventer in haar geboorteplaats. Vervolgens kwam ze uit voor SV Dynamo uit Apeldoorn. In het seizoen 2014/15 volleybalde ze voor Lycurgus uit Groningen. Deze club verliet ze in 2016 voor een overgang naar Sliedrecht Sport. Bij deze club werd Savelkoel vier keer kampioen van de Eredivisie en won ze driemaal de Nederlandse beker. In 2021 maakte ze ook haar debuut in de Nederlandse volleybalploeg en een jaar later kwam ze uit op het WK volleybal. Na een 3-0 nederlaag tegen Brazilië, konden Savelkoel en haar ploeggenoten de kwartfinales niet meer bereiken. Na een jaartje voor Talentteam Papendal te zijn uitgekomen, ging Savelkoel bij SC Potsdam in Duitsland haar eerste buitenlandse avontuur aan. Met deze club haalde ze in het seizoen 2022/23 de finale van de DVV Cup en behaalde ze de tweede plaats in de Bundesliga. Door een kruisbandblessure stond ze een aantal maanden buitenspel. Hierdoor moest ze ook het EK aan zich voorbij laten gaan. Savelkoel stapte in 2023 over naar Schweriner SC.  Met de Noord-Duitse club behaalde ze de kwartfinales van de DVV Cup en behaalde ze opnieuw de tweede plaats.

## Awards
Clubverband
- - Nederlands kampioen 4×
- - Nederlandse beker 3×
- - Duitse runner-up 2×